# アラタナ
株式会社アラタナ（英文社名:aratana inc.）は、かつて存在した企業である。ECのサポートを行っていた。
また、「ネットショップの今と未来をアツくする」という理念を掲げた宮崎県の地方発ベンチャーでもあった。

## 概要
2007年5月、代表の濵渦伸次が同じく地元宮崎でWEB制作に携わっていた、学生時代の同級生である穂満一成と、地元宮崎の小売店の課題となっているネットショップ構築・運営の手助けをしたいという思いを胸に起業した。
EC-CUBEをベースとしたネットショップ構築パッケージ「カゴラボ」やECサイトの集客・広告運用などを総合的にサポートする「ECコンサル」を提供している。
「宮崎に1000人の雇用をつくる」という経営理念を掲げ、活動拠点とする宮崎の地域活性化につながるような事業展開を目指しており、ネットショップ構築・運用支援にとどまらず、地元活性化に向けた取組みとして商業高校での電子商取引の授業やテレワーク推進なども積極的に取り組んでいる。
濵渦が佐賀県武雄市の当時市長だった樋渡啓祐と知り合い、2011年8月武雄市のFacebookページにSocilaGateWayを用いた震災被災者への募金フォームを設置、同年11月には株式会社SIIISらとともにSocilaGateWayを使った通販サイトF&B良品TAKEO(現在の自治体特選ストア武雄)を開設した。さらに武雄市以外の自治体にも同じ仕組みの通販サイトを開設させるためにつくられた任意団体F&Bホールディングス企業連合の構成員となったが、通販サイトは2012年12月に販売システムをSocilaGateWayからGMO MakeShopに変更し、その後しばらくはFacebookページ上のZeebleで商品の一覧を表示していたものの、2013年3月にアラタナはF&Bホールディングス企業連合から脱退している。

## 沿革
- 2007年（平成19年）
  - 5月 - 宮崎県宮崎市にて株式会社アラタナを設立。
  - 6月 - 宮崎市橘通り東三丁目3番12号　ポールスタービル6階に本社を移転。
  - 7月 - 宮崎市内のお客様向けにEC-CUBEをベースとしたネットショップ構築パッケージ「カゴラボ」のプレ提供開始。
  - 8月 - EC-CUBEをベースとしたネットショップ構築パッケージ「カゴラボ」サービス提供開始。
- 2008年（平成20年）
  - 1月 - 運営代行、撮影代行、ネットショップ関連アプリケーション提供などの事業を開始。
  - 6月 - ネットショップ構築パッケージ「カゴラボ」バージョン2をリリース。
- 2009年（平成21年）1月 - ネットショップ構築パッケージ「カゴラボ」バージョン3をリリース。
- 2010年（平成22年）12月 - 国内で初となる、Facebook等ソーシャルネットワーク上でネットショップを開設できるアプリケーションソフト「SocilaGateWay」サービス提供開始。
- 2011年（平成23年）
  - 1月 - SocialGateWay（ソーシャルゲートウェイ）アプリ、フリー版とプロ版サービス提供開始。
  - 6月 - ネットショップ運営者向けデザインアプリケーション「SketchPage（スケッチページ）」ベータ版サービス提供開始。
  - 10月 - 宮崎市錦町1-10　宮崎グリーンスフィア壱番館5Fへ本社を移転。
  - 11月 - 福岡事務所「アラタナ研究所」開設。
- 2012年（平成24年）
  - 3月 - 第三者割当増資を実施し、1億円の資金調達。資本金を126,775,000 円に増資。資本準備金を96,775,000 円とする。
  - 4月 - ネットショップ運営者向けデザインアプリケーション「SketchPage（スケッチページ）」の楽天及びYahooなど主要ECモール向けパッケージ提供開始。
  - 6月 - Facebookマーケティング支援プラットフォーム「Zeeble」サービス提供開始。
- 2013年（平成25年）
  - 3月 - ネットショップ運営者向けデザインアプリケーション「SketchPage（スケッチページ）」楽天市場専用デザインツール「SketchPage for 楽天市場」をスマートフォンサイトに対応し、楽天株式会社と共同リリース
  - 4月 - SketchPage利用顧客1,000店舗突破。
  - 5月 - 国内初のソーシャルレビューツール「FUNS UP（ファンズアップ）」をリリース。
  - 7月 - ネットショップ構築パッケージ「カゴラボ」バージョン4をリリース。
  - 8月 - 国内初のネットショップ専用ソーシャルレビューツール「FUNS UP（ファンズアップ）」本格提供開始。スマートフォンからのフォトレビュー投稿に対応する。
  - 9月 - NTTドコモ・ベンチャーズ、リブセンス、ジャフコなどから総額約5.5億円の資金調達。資本金を282,735,000円に増資。資本準備金を252,735,000円とする。
  - 9月 - SketchPage利用顧客2000店舗突破。
  - 10月 -
    - 地元活性化に向けた取組・草野球イベント企画開催サービス『すごい草野球』提供開始。
    - 株式会社ハニカムをグループ化、メディア×eコマース事業を開始。
    - 国内初のネットショップ専用ソーシャルレビューツール 「FUNS UP（ファンズアップ）」が 宮崎市主催の社会実験プロジェクトに採用。
- 2014年（平成26年）6月 - ゲヒルン株式会社、株式会社ターミナルをグループ化。
- 2015年（平成27年）5月 - 株式会社スタートトゥデイの子会社となる[6][7]。
- 2016年（平成28年）3月 - 宮崎県宮崎市橘通東4丁目8番1号　カリーノ宮崎7Fへ本社移転。新オフィスのコンセプトは「Growth Field ～学び合う組織を刺激するオフィス～」とし、学びを刺激できるような空間を創造。広さ1,815平方メートル、壁などに宮崎県産の杉を使い、100人収容のカフェスペースなどを備えたオフィスへと移転した。
- 2020年（令和2年）4月1日 - 株式会社ZOZO・株式会社ZOZOテクノロジーズへ吸収合併された[8]。

## サービス名
- CAGOLAB.（カゴラボ）- ネットショップのデザイン・システム構築から運用・SEO対策までワンストップでサポート。ネットショップ構築に必要な機能をEC-CUBEベースで最適化されたパッケージ。
- EC-CUBEのサーバー
- ECコンサル - 集客支援や広告運用など、ネットショップのマーケティングに関わる全てをサポートするサービス。
- 楽レコ
- カゴメール

## 特徴

### グッド&サンキュー
毎日行われる朝礼でメンバーに感謝を述べたり、褒めるようにしている。

### シャッフルランチ
毎週金曜日に、抽選で選ばれた4人1組×2班（計8人）が一緒にランチをする。ランチ内容は選ばれたメンバーで決め、1000円×人数分の費用が会社負担となる。

### 会議室のネーミング
会議室に「地鶏」「牛」「ナス」「トマト」「ピーマン」といった宮崎県の代表的な農畜産物の名前をつけている。食べ物の話であれば初対面でも会話が弾み、打ち解けるきっかけになることを理由に社員が命名。社員が各名称のステッカーやフィギュアを作成し、会議室に飾っている。